# Liste der Bodendenkmäler in Bad Brückenau
Auf dieser Seite sind die Bodendenkmäler in der unterfränkischen Stadt Bad Brückenau zusammengestellt. Diese Tabelle ist eine Teilliste der Liste der Bodendenkmäler in Bayern. Grundlage ist die Bayerische Denkmalliste, die auf Basis des Bayerischen Denkmalschutzgesetzes vom 1. Oktober 1973 erstmals erstellt wurde und seither durch das Bayerische Landesamt für Denkmalpflege geführt wird. Die folgenden Angaben ersetzen nicht die rechtsverbindliche Auskunft der Denkmalschutzbehörde.

## Bodendenkmäler in der Stadt

### Bodendenkmäler im Ortsteil Bad Brückenau
| Lage                                  | Objekt | Akten-Nr.     | Bild           |
| ------------------------------------- | --- | ------------- | -------------- |
| Bad Brückenau Kirchplatz 3 (Standort) | Pfarrkirche St. Bartholomäus Untertägige Teile der spätneuzeitlichen Katholischen Pfarrkirche St. Bartholomäus in Bad Brückenau, Fundamente mittelalterlicher Vorgängerbauten sowie Körpergräber des Mittelalters und der Neuzeit. | D-6-5624-0003 | weitere Bilder |
| Bad Brückenau (Standort)              | Untertägige Siedlungsteile des Mittelalters und der frühen Neuzeit im Bereich der Kernstadt von Bad Brückenau. | D-6-5624-0004 |                |
| Bad Brückenau (Standort)              | Untertägige Siedlungsteile des späten Mittelalters und der frühen Neuzeit im Bereich der Stadterweiterungen von Bad Brückenau. | D-6-5624-0005 |                |

### Bodendenkmäler im Ortsteil Römershag
| Lage                 | Objekt | Akten-Nr.     | Bild |
| -------------------- | --- | ------------- | ---- |
| Römershag (Standort) | Kirche St. Benedikt Untertägige Teile des frühneuzeitlichen Schlosses und der Katholischen Kirche St. Benedictus in Römershag sowie vermutlich Fundamente einer spätmittelalterlichen Vorgängeranlage. | D-6-5624-0013 |      |
| Römershag (Standort) | Glashütte der frühen Neuzeit. | D-6-5625-0029 |      |

### Bodendenkmäler im Ortsteil Volkers
| Lage               | Objekt | Akten-Nr.     | Bild           |
| ------------------ | --- | ------------- | -------------- |
| Volkers (Standort) | Kloster Volkersberg Untertägige Teile des ehemaligen Franziskanerklosters Volkersberg der frühen Neuzeit sowie Fundamente mittelalterlicher Vorgängerbauten. | D-6-5624-0015 | weitere Bilder |